# Gregory Sierra
Gregory Joseph Sierra, född 25 januari 1937 i New York, New York, död 4 januari 2021 i Laguna Woods i Orange County, Kalifornien (cancer), var en amerikansk skådespelare som var känd för rollerna som Sergeant Chano Amengual och Julio Fuentes i Barney Miller och Sanford och son.